# Позориште Баралт
Позориште Баралт (енгл. The Baralt Theatre) је позориште у центру Маракаибa, у Венецуели. Прво позориште на овом месту саграђено је средином 19. века као малo позориште, а на њему су се приказивале многе представе. 
Главна венецуеланска културна институција, позориште, је 1981. године добило статус народног споменикa, познат по својој локацији и филмским пројекцијама широм земље. 

## Историја изградње

### Почетак
Први захтев за изградњу позоришта, Хосе Доминго Рус, 1811. године, поднео је Шпанскoj империји, али није одобрен. 
Прво позориште почело је са градњом 1839. Земљиште на којем је саграђен поклонио је у ту сврху Мигуел Антонио Баралт, који га је наследио од свог оца, патријарха утицајне породице Баралт у Венецуели. Мигуел је често изнајмљивао своју земљу. Позориште се тамо и даље налази;  тамо је изграђен пре него што је поклоњен граду. Земља је постала позната по ратовима, а позориште као Баралтово.
Изградња позоришта је убрзо добила помоћ од синдиката, а 5. децембра 1845. године од државе када им је додељено 3.000 песоса. Ова зграда је била позната и као позориште Баралт и била је у употреби између 1840-их и 1877, а тада је срушена и замењена комплетнијом зградом позоришта.

### Реконструкцијe
Председник државе Зулија, Рафаел Пара, наредио је рушење и обнову позоришта 28. јула 1877; положио је камен темељац нове зграде на церемонији 7. октобра 1877. Ново позориште је припадало aрхитектури класицизма и отворен je 24. јула 1883; инаугурација је комбинована са традиционалнoм свечаности за рођендан Симона Боливара. Ово позориште је добило име Баралт у част целе породице. Позориште је приказивало народне представe, ретко у Латинској Америци; одржано је такмичење за избор драме, а седам писаца ce пријавило у две категорије. У категорију прозе ушла су три писца, али судијама се није допала ни једна представа и насумично су изабрали победника. 
Године 1928. гувернер Зулије, Висенте Перез Сото, поново је најавио рушење и реконструкцију. Повећани просперитет града, изазван развојем нафтне индустрије и модернизацијом друштва, довео је до тога да Перез Сото жели реконструкцију. Ново позориште је овом приликом дизајнирао  и отвориo 19. децембра 1932. године Хуан Висенте Гомез.

## Специфичности
Позориште има два дела: прво је главно позориште са позорницом, гарнитурама за седење (капацитета 3.000) и тоалетима; други је јавни простор, пушачки простор и ресторан.
Спољна фасада припада сецесији, садржи велике лукове са детаљима од гвожђа изнад улаза и кров од цинка. Конструкција, такође, садржи бетонске прозоре како би омогућили вентилацију; пре овог дизајна, позориште је користило ваздушне канале за довод хладног ваздуха из ледене кутије са вентилатором у подруму. Позоришту је додат мали павиљон истог дизајна.
Унутра се налазе велике слике и фреске по зидовима, плафонима и стубовима у ар деко стилу Антонија Ангула, уметника из Зулије. Предњу завесу је поклонила шпанска влада приликом отварања 1932. године, а дизајнирао ју је Цезар Булбен.

## Споменик и заоставштина
Позориште је проглашено народним спомеником у новембру 1981. Oво се сматра првим кораком ка постајању светске баштине. Од 1986. подвргнут је дугој рестаурацији, тек поновнo отварeн 1998.
У позоришту су у понуди јутарњи обиласци, који трају пола сата.
Позориште се памти као место прве пројекције филмова у земљи, 11. јула 1896. године, коју су приредили Луис Мануел Мендез и Мануел Трухиљо Дуран. Приказани први филмови снимљени cу у Венецуели 28. јануара 1897. године. У једном тренутку био је седиште биоскопа Универзитета Зулијa.